# The Favourite
The Favourite är en historisk svart komedifilm från 2018, i regi av Giorgos Lanthimos och skriven av Deborah Davis och Tony McNamara. Filmen är en samproduktion av Irland, Storbritannien och USA. Den handlar om två hovdamer och kusiner, Sarah Churchill (Rachel Weisz) och Abigail Masham (Emma Stone), och deras maktkamp om att bli gunstling till drottning Anna av Storbritannien (Olivia Colman). Filminspelningen ägde rum i Hatfield House i Hertfordshire och i Hampton Court Palace i Surrey mellan mars och maj 2017.
The Favourite hade världspremiär på filmfestivalen i Venedig den 30 augusti 2018, där den vann utmärkelserna Juryns stora pris och Volpipokalen för bästa kvinnliga skådespelare (för Colman). Den visades sedan på bio i USA den 23 november 2018 och hade biopremiär i Sverige den 25 januari 2019. Filmen blev en kassasuccé och drog in totalt 95,9 miljoner dollar från över hela världen, baserad på en budget på 15 miljoner dollar. 
The Favourite möttes av mycket god kritik och recensenterna berömde filmens manus, regi, skådespel, fotografi, kostymdesign, produktionskvalitet och musik. Filmen tilldelades flera utmärkelser och nomineringar, inklusive tio Oscarsnomineringar, det högsta antalet och lika många som filmen Roma under Oscarsgalan 2019. The Favourite tilldelades även sju BAFTA-utmärkelser (inklusive för Bästa brittiska film och Bästa kvinnliga biroll för Weisz) och tio British Independent Film Awards. Colman tilldelades utmärkelsen Bästa kvinnliga huvudroll på Oscarsgalan, Golden Globe-galan och BAFTA-galan. Filmen rankades av American Film Institute som en av de tio bästa filmerna från 2018.

## Handling
Året är 1704. Storbritannien är i krig med Frankrike och drottning Anna sitter på den brittiska tronen. På grund av sin svaga hälsa har Anna ingen lust att styra över riket, utan ägnar sin tid åt besynnerliga aktiviteter såsom anktävlingar och att leka med sina 17 kaniner, som var och en representerar ett barn som hon förlorat genom åren. Drottningen får troget stöd av sin närmaste rådgivare och hemliga älskarinna, Sarah Churchill, hertiginnan av Marlborough och hustru till fältherren John Churchill. Sarah styr över landets politik genom sin förtroendeställning hos drottningen och sitt samarbete med riksskattmästaren Sidney Godolphin. Men hennes ansträngningar att kontrollera drottningen undermineras av oppositionsledaren Robert Harley. Då Harley själv är godsägare argumenterar han emot Sarahs förslag om att fördubbla grundskatten, som hon menar skulle kunna finansiera kriget.
Under tiden anländer Sarahs fattiga kusin, den unga Abigail Hill, för att skaffa sig en anställning vid drottning Annas hov. Abigails ställning försämras något av att hennes far spelat bort sitt goda namn under ett whistspel och förlorade sin dotter till en tysk man. Abigail tvingas först arbeta som kökspiga i drottningens slott, men när hon upptäcker att drottningen lider av giktanfall hittar hon ett sätt att hålla sig på god fot med Sarah, och även senare med självaste drottningen. Hon skördar örter för att läka drottningens inflammerade ben och genom denna förmätna handling blir hon bestraffad av Sarah. Men Sarah ger efter när hon inser att botemedlet lättade drottningens lidande. I tacksamhet utses Abigail av Sarah till kammarjungfru.
Harley tar senare kontakt med Abigail och vill använda henne som spion för att ta reda på Sarahs planer och hitta ett sätt att överlista hennes auktoritet. Abigail avvisar först honom, men snart blir hon varse om Annas och Sarahs hemliga lesbiska förhållande. Då Abigail fascineras av drottningens skandalösa homosexuella dragning börjar hon uppvakta drottningen och försöka vinna hennes gunst. Medan Sarah fokuserar på krigsarbetet blir Abigail vän med Anna, som senare övergår till ett sexuellt förhållande. Sarah blir sedan medveten om Abigails intriger och försöker få henne bortskickad. Abigail förgiftar Sarahs te, vilket får henne att falla från sin häst och blir bortdragen in i en skog. Flera dagar senare vaknar hon upp svårt skadad i en bordell. Sarahs bortavaro får Anna att tro att hon övergivit henne för att göra henne svartsjuk. Abigail blir därmed utsedd till drottningens gunstling och Anna tillåter henne att acceptera ett äktenskapsanbud från Samuel Masham, en baron i Annas hov. Med Harleys hjälp får Abigail tillbaka sitt adliga stånd och i gengäld övertalar hon Anna till att blockera den planerade ökningen av grundskatten och utse Harley till ny riksskattmästare.
När Sarah återvänder till hovet föreslår Abigail till henne om en vapenvila, vilket hon avvisar och slår henne. Hon utfärdar sedan ett ultimatum till Anna: om inte Anna ändrar sin inställning till kriget och avskedar Abigail kommer hon att avslöja sin brevkorrespondens med Anna som beskriver deras sexuella förhållande. Sarah berättar för Anna att Abigail endast utnyttjar henne och älskar inte henne på riktigt. Sarah ångrar sedan sitt ultimatum och bränner upp breven, men Anna beordrar ändå hennes avsked från hovet. Godolphin övertalar Anna till att återställa sin relation med Sarah ifall Sarah skickar henne ett förlåtelsebrev, varpå han övertalar Sarah till att skriva ett brev där hon förmedlar sina riktiga känslor för Anna. När Abigail befordras till chef för drottningens hovförvaltning presenterar vad det som hon hävdar vara bevis för att Sarah har förskingrat pengar från staten, vilket Anna vägrar att tro på. Sarah skickar till slut brevet till drottningen, men Abigail beslagtar den och med tårar i ögonen bränner upp. Anna blir sårad över att inte ha erhållit Sarahs förväntade brev och använder Abigails förskingringspåståenden som en ursäkt till att bannlysa Sarah och hennes make från Storbritannien.
Med Sarah bannlyst och sin ställning hos drottningen säkrad börjar Abigail försumma och nonchalera Anna, samtidigt som hon njuter av hovlivet och har öppna förhållanden med andra hovmedlemmar. En dag medan Abigail slappnar av i drottningens sängkammare trampar hon med vilje på en av Annas kaniner. Anna som är mycket sjuk blir väckt av kaninens skrik och upptäcker vad Abigail håller på med. Hon tvingar sig upp ur sängen och beordrar Abigail att ligga på knä och massera hennes ben. Abigail gör detta motvilligt samtidigt som Anna med en hård hand trycker ner Abigails huvud.

## Rollista
- Olivia Colman − Anna av Storbritannien
- Emma Stone − Abigail Hill, senare Lady Masham
- Rachel Weisz − Lady Sarah
- Nicholas Hoult − Harley
- Joe Alwyn − Masham
- Mark Gatiss − Lord Marlborough
- James Smith − Godolphin
- Jenny Rainsford − Mae

## Produktion

### Manus
Deborah Davis skrev det första manusutkastet till The Favourite 1998. Hon hade ingen tidigare erfarenhet av att skriva manus och studerade manusförfattande på en aftonskola. Hon gav utkastet, som kallades The Balance of Power, till producenten Ceci Dempsey, som besvarade den med entusiasm. Davis kunde väldigt lite om drottning Anna och hennes relationer med Sarah Churchill och Abigail Masham; hennes forskning ledde till att hon upptäckte en "kvinnlig triangel". Hon studerade olika brev som skrevs av drottning Anna, Sarah och Abigail:
| ” | Jag gjorde en hel del forskning och det visar sig att det finns en mängd av originalkällor. Det finns historiska redogörelser från en viss period. En av de bästa källorna är Winston Churchill som skrev berättelsen om sin förfader som var hertigen av Marlborough och han behandlar den kvinnliga triangeln och förhållandet mellan Anna, Sarah och Abigail i sin fyrdelade biografi. Det finns enorma mängder källor där ute. En annan var naturligtvis Sarahs memoar där hon skrev om hur hon förlorade sin gunst hos drottningen till Abigail och hur Abigail blev drottningens gunstling. | „ |

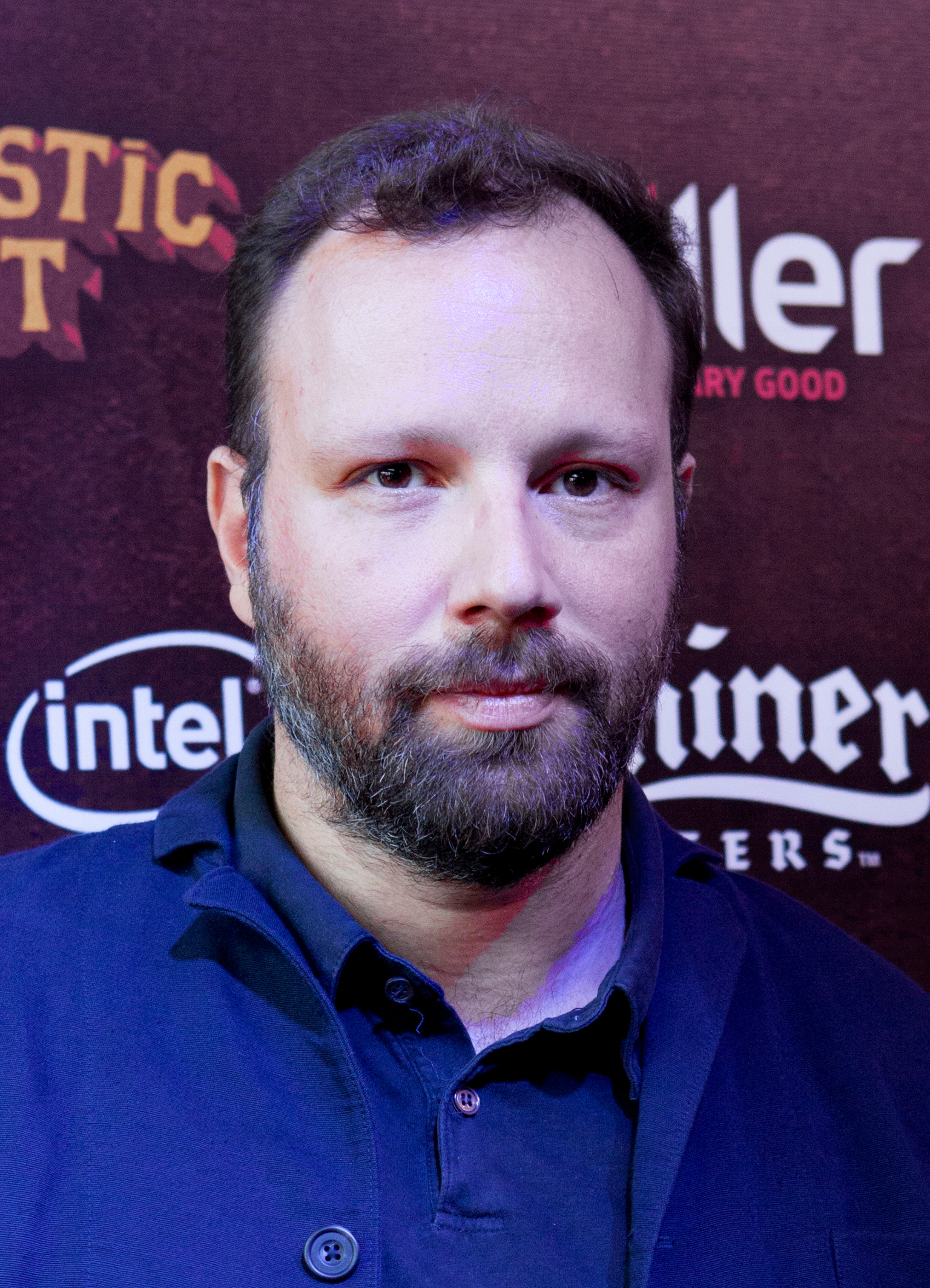
Regissören Giorgos Lanthimos.

The Favourite är den första filmen som Giorgos Lanthimos regisserade med manusförfattarna Davis och McNamara. Lanthimos lockades av Davis och McNamaras manus och "blev bekant med de tre kvinnliga karaktärerna som råkade vara riktiga människor." Lanthimos ansåg att berättelsen var intressant och som också hade en chans att "skapa tre komplexa kvinnliga karaktärer, vilket är något man inte ofta ser". Angående sitt arbetsförhållande med Lanthimos reflekterade Dempsey:
| ” | Han har ett väldigt egendomligt och behärskat synsätt. Och han reserverar det och bevarar det med avsikt. Han är väldigt instinktiv på alla kanter. Rollbesättningen, ja. Till och med när han anställer filmteamet så är det samma process... Du kommer inte övertala honom om någonting, aldrig någonsin, någonsin, någonsin, någonsin. Så fort du accepterat det, då måste du uppfatta intuitivt eller andas in allt han begär, därför han har ett väldigt egendomligt och behärskat synsätt och det ska du helt enkelt gå med på. | „ |

### Förproduktion
Producenten Ceci Dempsey berättade att när hon läste det första manusutkastet blev hon "hemsökt" av berättelsens "passion, dessa kvinnors överlevnadsinstinkter, manipulationerna och vad de gjorde för att överleva". Dempsey hade svårt att skaffa finansiärer till projektet på grund av manusets lesbiska inslag och brist på manlig representation, vilket finansiärerna ansåg skulle vara svårt att marknadsföra. Nästan ett decennium senare fick producenten Ed Guiney filmens manus och blev också lockad av den komplexa handlingen och de tre kvinnornas förhållanden; han sade, "Vi ville inte skapa ett ytterligare brittiskt kostymdrama... [vi ville] göra en berättelse som kändes samtidig och relevant och livfull - inte något som kom från ett museum".
Under tiden blev Guiney bekant med Lanthimos, som med sin film Dogtooth från 2009 fick en Oscarsnominering för bästa icke-engelskspråkiga film. Guiney kontaktade honom och frågade ifall han ville regissera filmen. Lanthimos blev omedelbart fascinerad av den idén, och anmärkte att "dessa tre kvinnor besatte makt som påverkade miljontals liv". Samtidigt betraktade han berättelsen som "intim". Lanthimos började arbeta nära med manusförfattaren Tony McNamara med att "fräscha upp" manuset. År 2013 fick producenterna finansieringsanbud från flera företag, inklusive Film4 Productions och Waypoint Entertainment, vilka senare arbetade med filmen.
I september 2015 tillkännagavs att Lanthimos skulle regissera filmen med Deborah Davis och Tony McNamaras manus, som beskrevs som "en vild och kärv berättelse om kungliga intriger, passion, avundsjuka och svek". Ceci Dempsey, Ed Guiney, Lee Magiday och Andrew Lowe arbetade som producenter. Angående filmens lesbiska kärlekstriangel, berättade Lanthimos:
| ” | Min instinkt från början var att jag inte ville att detta skulle bli ett problem i filmen, för oss, som att vi försöker göra en poäng av det... Jag ville inte ens att karaktärerna i filmen skulle skapa ett problem av det. Jag ville bara behandla dessa tre kvinnor som människor. Det spelade ingen roll att det fanns samkönade relationer. Jag slutade tänka på det väldigt tidigt under processen. | „ |

Lanthimos utarbetade också den "positiva" effekten som Metoo-rörelsen hade på filmen: "På grund av den rådande mansblicken på biofilmer, så framställs kvinnor som hemmafruar och flickvänner... Vårt lilla bidrag är att vi försöker bara visa upp dem som lika komplexa och underbara och hemska som de är, precis som andra människor."

### Rollfördelning
Rollfördelningen för The Favourite började 2014 när Lanthimos kontaktade Colman. I september 2015 tillkännagavs att Emma Stone, Olivia Colman och Kate Winslet fick rollerna som Abigail Masham, drottning Anna respektive Sarah Churchill. I oktober 2015 hade Rachel Weisz ersatt Winslet. The Favourite är det andra samarbetet mellan Lanthimos, Colman och Weisz: båda skådespelerskorna var med i Lanthimos film The Lobster från 2015. I februari 2017 fick Nicholas Hoult en roll i filmen, följt av Joe Alwyn i mars 2017. Den 8 augusti 2018 tillkännagavs att Mark Gatiss, James Smith och Jenny Rainsford tilldelades roller i filmen.
Rollfördelningen var avgörande för Lanthimos, som beskriver sin process som "instinktiv". Han kommenterade att "Det är en av dessa ögonblick när du känner att du har rätt, och att du måste insistera oavsett vad". Colman var hans enda val för drottning Anna. Efter att Winslet lämnade filmprojektet erbjöd Lanthimos hennes roll till Cate Blanchett, som dock avböjde. Stone var på provspelning efter att hon bad sin agent att kontakta Lanthimos, som sedan bad Stone att arbeta med en dialektcoach. Lanthimos kommenterade att "Det var att se till att vi skulle kunna arbeta kreativt utan att accenten skulle bli ett hinder i det sätt som vi ville arbeta".
Colman ansåg att hon skådespelade som Anna med "glädje eftersom hon känner allting". När hon fick frågan om karaktären bara var ett grinigt barn, besvarade hon, "hon är bara en kvinna som är tvivelaktig och som inte vet om någon verkligen älskar henne. Hon har för mycket makt och upptar för mycket av sin tid." Colman har sagt att skillnaden mellan Anna och de tidigare drottningarna som hon tidigare gestaltat var att "de andra drottningarna blev inte förälskade i två heta kvinnor." Weisz beskrev filmen som en komedi och jämförde den med filmen Allt om Eva, fast "roligare och sexdriven", och lockades främst till filmprojektet av de framstående kvinnliga huvudrollerna, och betraktade sin roll som "den saftigaste" i hennes karriär. Stone tvekade att acceptera sin roll, och trodde först att Abigail var "en söt tjej, ett offer, en tjänare till dessa människor", men ändrade sig efter att ha läst manuset och sedan "bad" för Lanthimos om att få rollen. Stones största oro var att bemästra hennes accent; "Det är 1705, vilket var cirka 300 år innan någon historiefilm jag någonsin gjort. Det var ganska skrämmande under vissa stunder − att vara brittisk utan att synas på lång väg."
Trots att Hoult och Alwyb hade mindre dynamiska roller, var de intresserade av att vara en del av en film som dominerades av tre komplexa, ledande, kvinnliga karaktärer. Hoult kommenterade att "Det är uppenbarligen mycket lämpligt att ha tre kvinnliga huvudroller, och det är underbart att se eftersom det är så sällsynt", och att publiken skulle lockas av en kärleks- och maktkamp mellan tre aktörer. Alwyn hade liknande åsikter och kommenterade; "Jag antar att det är ovanligt att ha en film som leds av tre kvinnor, och dessa tre kvinnor är så oerhört begåvade och generösa som artister och också som människor, och att spendera tid med dem och stå på scen med dem och med alla andra var helt enkelt riktigt roligt. Jag var bara glad över att få vara en del av det överhuvudtaget. Det är sällsynt att det görs en film som den här som är så annorlunda än det som vi är vana att se, särskilt med en regissör som den här, så att vara delaktig i det här var helt lysande."

### Inspelning

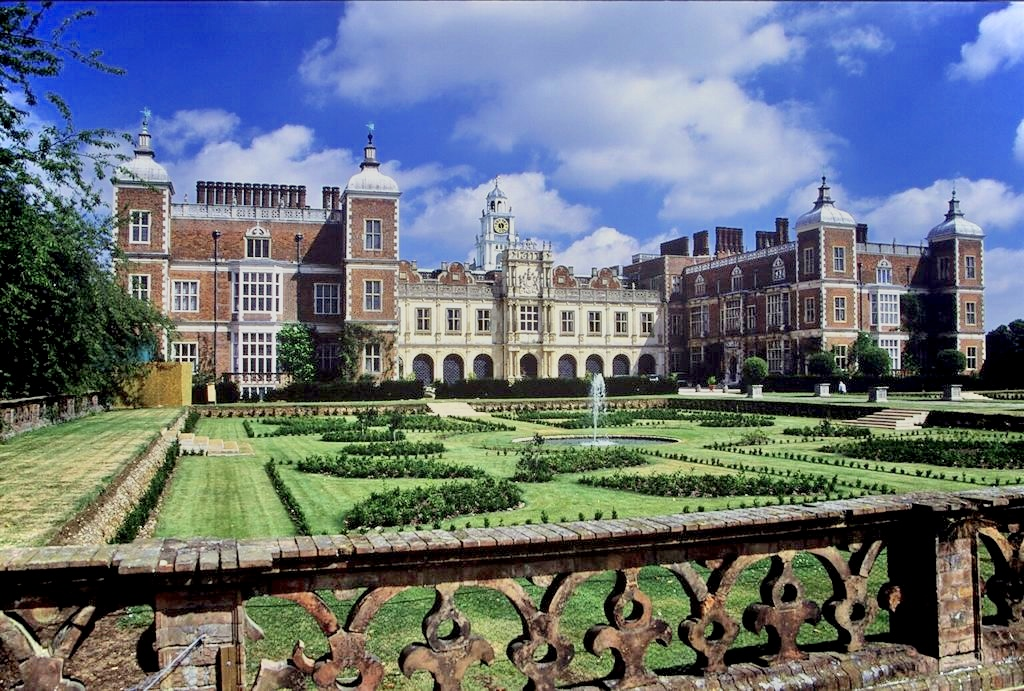
Stora delar av filmen spelades in i Hatfield House i Hertfordshire.

Inspelningen planerades tidigare påbörja under våren 2016 men sköts upp ett år, under vilken tid Lanthimos gjorde filmen The Killing of a Sacred Deer. Den första inspelningen började i mars 2017 i Hatfield House i Hertfordshire, och fortsatte senare i Hampton Court Palace i Surrey. Det pågick under 45 dagar och avslutades i maj. Angående hans val av inspelningsplatser berättade Lanthimos, "från början hade jag den här bilden av dessa ensamma karaktärer i (ett) stort utrymme".
Innan den första inspelningen instruerade Lanthimos huvudskådespelarna i en oortodox repetitionsprocess som varade under tre veckor. Skådespelarna "levererade sina repliker när de försökte knyta varandra, hoppa mellan mattor, eller vrida runt på golvet", enligt The New York Times. Coleman kommenterade: "Han fick oss att göra alla möjliga saker som hindrade dig från att tänka på vad dina repliker betydde". Enligt Weisz fick skådespelarna göra en övning där de skulle knyta varandras armar för att skapa en "mänsklig kringla". Hon kommenterade: "Någons rumpa är i ditt ansikte, ditt ansikte är i deras rumpa, och samtidigt som du gör det här så ska du säga dina repliker till en väldigt allvarlig och dramatisk scen". Enligt Stone ville Lanthimos se "hur mycket vi kunde känna varandra utan att titta på varandra". Lanthimos ansåg att repetitionerna skulle få skådespelarna "att inte ta sig själva på för stort allvar, lära sig replikerna på ett fysiskt sätt genom att göra helt irrelevanta saker till det som scenen handlar om, och helt enkelt vara bekväma med att göra sig själva till åtlöje". Lanthimos utvecklade vidare att han inte ville skapa någon särskild stämning under inspelningen och att det inte skulle vara gynnsamt alls: "Oftast är vi bara människor som kommer överens rent allmänt och därför kan vi skratta med varandra oavsett om vi i scenen mördar eller dissekerar någon. Det är roligt när man ibland tänker på vad det är man sysslar med egentligen. Vuxna människor som filmar och kastar blod på varandra. Stämningen är med andra ord alltid lättsam, oavsett kontexten för scenerna".
Den mest utmanande delen av inspelningen för filmfotografen Robbie Ryan var att försöka fånga flytande kamerarörelser utan att använda sig av Steadicam:
| ” | Vi utforskade flera sätt att försöka få en flytande kamerarörelse som inte var en Steadicam-rörelse. Tidigare visade han mig en film som heter Angst ... Han ville försöka sätta in det på det sätt vi spelade in The Favourite, men det skulle visa sig vara riktigt svårt att göra det. På grund av kostymerna och bara den fysiska dimensionen skulle det inte vara möjligt. Så vi försökte hitta på sätt att vara så flytande som vi kunde med kameran. Det var spännande eftersom vi kom på några intressanta riggar - vi utforskade olika gimbalriggar och liknande saker. | „ |

Lanthimos uppmuntrade Ryan att använda sig av fiskögeobjektiv och vidvinkelobjektiv för de flesta tagningarna, vilket Ryan tyckte bidrog väsentligt till filmens berättelse:
| ” | Vidvinkelobjektivet är tvåfaldig. Genom att visa dig hela rummet och även isolera karaktären i ett litet utrymme... då får du en känsla av att inte kunna fly. Jag tror att en av kritikerna till filmen sade att det var som en lekplats som förvandlas till ett slagfält som sedan förvandlas till ett fängelse. Jag tycker att det är en mycket bra förklaring till vad filmen försöker få fram med dessa karaktärer. Jag tycker att vidvinkelobjektiven är ganska integrerade med det också. | „ |

### Scenografi
Scenografen Fiona Crombie hämtade inspiration till filmens färgpalett från det rutiga och svartvita marmorgolvet i den stora salen i Hatfield House och noterade att "en karaktär kommer att gå in i ett rum och du får den här fantastiska bredbilden – du kan se från golv till tak och till hörnen. Du ser allting." Flera rum i huset förändrades, speciellt för drottningens rum, där filmteamet tog bort flera målningar, möbler och andra dekorationer för att "sätta vårt eget språk i det". Filmteamet utnyttjade mestadels naturligt ljus, vilket visade sig vara utmanande för nattetidsscenerna där de använde sig av levande ljus. Crombie reflekterade, "som du kan föreställa dig, så finns det mycket stränga protokoll för att hantera ljusen... vi var tvungna att använda ett flertal vaxupptagare. Men personalen som tog hand om Hatfield var mycket hjälpsamma och vi förhandlade gång efter annan, och vi skulle få möjlighet att göra det mesta av det vi ville göra".

### Kostymdesign

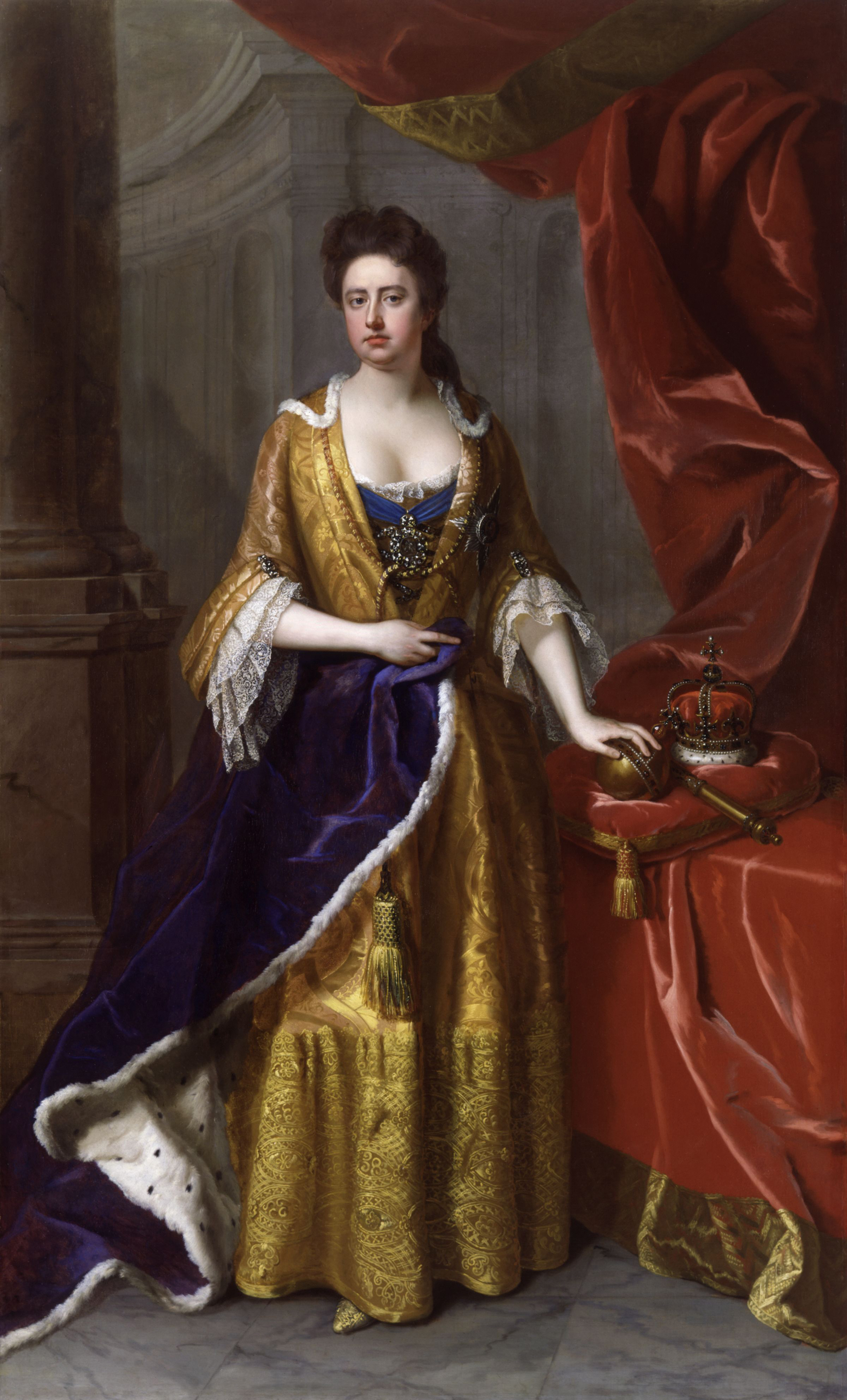
Anna av Storbritannien (1705) av Mikael Dahl.

Kostymtecknaren Sandy Powell ville jobba specifikt för Lanthimos eftersom hon beundrade hans tidigare filmer. Powell ville att Abigails maktresa skulle återspeglas i hennes kostymer. Hon säger att hon "ville ge henne vulgariteten hos en nouveau riche, så hennes klänningar är lite framfusiga och mer prunkande. Det ingår fler mönster och det finns svartvita ränder... Jag ville att hon skulle sticka ut som en som överdrev". Trots att filmens drottning Anna tillbringar större delen av sin tid iklädd ett nattlinne, på grund av sin sjukdom, ville Powell att hon skulle ha ett "ikoniskt" utseende och skapade en mantel gjord av hermelin, och kommenterade:
| ” | Det här är drottningen när hon är som mest drottninglik, i sin ceremonidräkt... Jag tittade på bilder och riktiga saker som den, och normalt sett skulle [den här typen av plagg] vara gjord av äkta guld, broderad och fylld med smycken. Så jag tänkte, vad mer kan jag göra för att ge den en kunglig prägel? Hermelin är synonymt med kunglighet och det brukar endast användas som små dekorationer, så jag bestämde mig för att helt enkelt täcka henne i det. För i resten av filmen har jag henne i en nattrock, då hon inte bryr sig om att klä på sig varje dag. | „ |

När hon gjorde Sarahs kontrasterande feminina klänningar och maskulina rekreationsdräkt inspirerades Powell oavsiktligt av sina tidigare kostymer till Tilda Swintons karaktär i filmen Orlando från 1992: "Jag tänkte inte på det då, det var bara undermedvetet. Jag tror att det finns en likhet mellan de två filmerna eftersom Orlando var den senaste okonventionella historiska film jag jobbat med, så det finns en likhet." Powell konstaterade att Lanthimos ville att kvinnorna i filmen skulle ha naturligt hår och ansikten, men han ville att männen skulle bära betydligt mer smink och stora peruker. Han kommenterade: "Vanligtvis är filmer fyllda med män och kvinnorna är dekorationer i bakgrunden, och jag har gjort många sådana filmer, så det är faktiskt ganska trevligt att göra tvärtom denna gång och låta kvinnorna vara i fokus och männen dekorationer i bakgrunden. De spelar naturligtvis allvarliga och viktiga roller, men jag tycker att deras lättsinne är ganska lustigt."
Powell skulle leverera kostymerna, kontrollera att de passade skådespelarna och lämnade sedan inspelningen, på Lanthimos begäran. Hon beskrev hans regissörsstil:
| ” | Han visste att han ville lämnas ifred med sina skådespelare och med sin kamera. Mycket av tiden visste jag inte hur det skulle bli. Trots när du läser dagböckerna så kan du inte riktigt veta förrän allt är ihopsatt... Men när allt sätts på plats så kommer du att känna, självklart skulle allt sättas på plats, han vet exakt vad han håller på med. Vi var alla en del av pusslet och han kunde sätta ihop alla pusselbitarna. | „ |

### Musik
Musiken i The Favourite består mestadels av barock- och klassisk musik, inklusive stycken av Wilhelm Friedemann och Johann Sebastian Bach, Georg Friedrich Händel, Henry Purcell, Antonio Vivaldi och Franz Schubert. Den innehåller också stycken av 1900-talskompositörerna Olivier Messiaen och Luc Ferrari och den samtida brittiska kompositören Anna Meredith. Den första sången som spelas upp i eftertexterna är "Skyline Pigeon" av Elton John, från hans debutalbum Empty Sky från 1969.
Filmens ljuddesigner Johnnie Burn berättar: "Vi hade ingen kompositör till den här filmen; vi arbetade mycket i utrymmet mellan musiken och ljudet". Burn har också sagt att han använde "specifika EQ-frekvenser för att kunna skapa [atmosfäriskt ljud] i samma takt som musiken".

## Distribution
I maj 2017 förvärvade Fox Searchlight Pictures distributionsrättigheterna till The Favourite. Filmen hade världspremiär på filmfestivalen i Venedig den 30 augusti 2018. Den visades även vid London Film Festival och Telluride Film Festival, och visades på öppningskvällen för New York Film Festival. The Favourite hade en begränsad biopremiär i USA den 23 november 2018, och hade premiär i Storbritannien och Irland den 1 januari 2019.
The Favourite släpptes på Digital HD den 12 februari 2019 och på Blu-ray och DVD den 5 mars 2019.

## Mottagande

### Kommersiell respons
The Favourite drog in 34,4 miljoner amerikanska dollar i USA och Kanada och 61,6 miljoner dollar i andra territorier, för en totalinkomst på 95,9 miljoner dollar från över hela världen. Under sin premiärhelg drog filmen in 422 410 dollar från fyra biografer, i genomsnitt 105 603 dollar per biograf. Det var den högsta summan under 2018 och slog filmen Suspirias summa på 89 903 dollar. Under sin andra helg drog filmen in 1,1 miljoner dollar från 34 biografer, i genomsnitt 32 500 dollar. Efter att The Favourite fick sina Golden Globe-nomineringar under sin tredje helg, drog filmen in 1,4 miljoner dollar från 91 biografer och sedan 2,6 miljoner dollar från 439 biografer under sin fjärde helg.
The Favourite hade premiär över hela USA under sin femte helg och drog in 2,1 miljoner dollar från 790 biografer och sedan 2,4 miljoner dollar under den sjätte helgen. Under filmens tionde vecka efter sin amerikanska premiär, i samband med att filmen tilldelades tio Oscarsnomineringar, visades den i 1 023 ytterligare biografer (totalt 1 540 biografer) och drog in 2,5 miljoner dollar, en ökning med 212% jämfört med den nionde helgen.

### Kritisk respons
På Rotten Tomatoes har filmen betyget 93 %, baserat på 407 recensioner (på deras så kallade "Tomatometer") med ett genomsnittligt betyg på 8,5 av 10. Webbplatsens kritiska konsensus lyder som följer: "I The Favourite balanserar Giorgos Lanthimos en historisk scen mot en rik och tidsenlig undertext − och får riktiga stjärnprestationer från hans väl valda huvudroller". På Metacritic har filmen betyget 91 av 100, baserat på 53 recensioner. På Kritiker.se har filmen betyget 4,5 av 5, baserat på 19 svenska recensioner.
Chris Nashawaty från Entertainment Weekly gav filmen betyget "A" och berömde att den på ett effektivt sätt presenterade teman som behandlar kunglighet och dess "erotiska och faktabaserade subplots". Han kommenterade att "Det är värt att påpeka att The Favourite lätt är Lanthimos mest lättillgängliga film, vilket inte säger att filmen inte är annorlunda nog för att behaga hans fans, utan det att filmen också kan konvertera en hel legion av nya". Peter Travers från Rolling Stone gav filmen fem stjärnor och skrev att "Emma Stone, Rachel Weisz och den mäktiga Olivia Colman förvandlar en historiskt drama till en bitande straffkomedi med tänder och klor... Det är en obscen och strålande triumf, regisserad av den grekiske auteuren Giorgos Lanthimos med all sin konstnärliga räckvidd och rebelliska djävulskhet... The Favourite tillhör dess våldsamma och obscent roliga kvinnliga trio." Maria Brander från Expressen gav filmen betyget fem av fem i slutbetyg och skrev att filmen "är lockande lättillgängligt, utan att ge avkall på vare sig det bisarra eller briljanta... Inte bara för att miljöerna, kostymerna och fotot attraherar likt en förvriden version av Barry Lyndon, utan för hur kvinnorna elegant pendlar mellan slug ondska och rörande sårbarhet." Jonna Vanhatalo från Moviezine gav också slutbetyget fem av fem och berömde filmens fotografi, som "förstärker känslan av ensamhet och avstånd mellan människor", och att de tre kvinnliga huvudrollerna "avfyrar sina repliker med exakt timing och perfekt känsla för syrlighet och smärta [...] Att se dessa tre begåvade powerkvinnor domdera med sin briljans på duken och få allt utrymme att verkligen göra det berör otroligt."
Anthony Lane från The New Yorker kontrasterade filmens "omisskännliga nöjesdoft" till stämningen i Lanthimos tidigare film, The Killing of a Sacred Deer, och noterade styrkan hos filmens kvinnliga karaktärer. Två recensenter från Entertainment Weekly, i deras bedömning av årets bästa filmer, listade filmen på första plats, där Leah Greenblatt sammanfattade: "Troligtvis vill du inte leva i Giorgos Lanthimos klibbiga tjära av palatsintriger − en plats där Olivia Colmans tokiga drottning inte kan lita på någon annan än hennes husdjurskaniner, och där Rachel Weisz och Emma Stone behandlar lojalitet som en blodsport − men helsike vad kul det är att besöka detta". David Sims från The Atlantic ansåg att filmen var en slagkraftig satir av dess historiska period, och konstaterade att "Om den bara var en enkel komedi så skulle The Favourite fortfarande bli en succé. Det har gott om satiriska bitar, och dess berättelsestruktur (den berg- och dalbane-liknande maktkampen mellan Abigail och Sarah) är en fullständig explosion".

### Utmärkelser
The Favourite tilldelades flera utmärkelser och nomineringar. Filmen tilldelades två utmärkelser vid filmfestivalen i Venedig: Juryns stora pris och Volpipokalen för bästa kvinnliga skådespelare. Den vann också tio British Independent Film Awards, inklusive för Bästa brittiska film; Bästa kvinnliga huvudroll; Bästa kvinnliga biroll; Bästa regissör och Bästa manus. Den nominerades till fem Golden Globe Awards, inklusive för Bästa film,
 och rankades av American Film Institute som en av de tio bästa filmerna från 2018. Den nominerades till tio Oscarspriser vid Oscarsgalan 2019, inklusive för Bästa film, och blev därmed ihop med filmen Roma den film med flest nomineringar det året. Colman tilldelades en Oscar för bästa kvinnliga huvudroll.

## Historisk korrekthet
Till frågan om forskningen kring den historiska period som filmen skildrar svarade Lanthimos: "Jag läste lite grann, men ja, jag förlitade mig mycket på Deborah Davis, som skrev originalmanuset. Hon hade gjort oerhört mycket research och visste allt om kvinnorna. Samtidigt som vi alla var pålästa, kom vi överens om att vi inte skulle göra en helt sanningsenlig, historisk eller politisk film. Vi var bara inspirerade av den här specifika berättelsen." Huvuddragen av rivaliteten mellan Abigail och Sarah om Annas uppmärksamhet är sanna, men flera av filmens kapitel och teman är påhittade eller spekulativa. Varje utvärdering av den sexuella aspekten på filmens förhållanden kräver en förståelse för samtidens seder, traditioner och språkbruk. Argument som är både för och emot sådana möjligheter har diskuterats av 1700-tals forskare.
Vissa historiker anser att det är osannolikt att Anna hade någon fysisk intimitet med sina kvinnliga vänner. Sarah Churchill, som felaktigt kallas i filmen för "Lady Marlborough", blev hertiginnan av Marlborough 1702. Hon är känd för att ha försökt utpressa Anna med hotet om att publicera privata brev mellan dem; detta har lett till vissa spekulationer ifall breven innehöll bevis om att de båda kvinnorna hade en sexuell relation.
Alwyn har sagt att de inte brydde sig om att studera kring de historiska personernas bakgrunder:
| ” | Jag tror att människor dyker upp till repetitionssalen och trodde att de kanske borde ha läst sina historieböcker och tänkt på sina karaktärer och deras avsikter och allt det där som man normalt brukar tänka på, men Giorgos gjorde det ganska tydligt från början att man inte skulle överväga historisk korrekthet till en viss grad. Han var inte alltför upptagen eller bekymrad över det. Han ville bara att vi skulle ha kul som människor, som en skådespelartrupp och för att utforska relationerna mellan oss, vilket är det vi gjorde. | „ |

I sin recension av filmen kommenterade Anthony Lane om filmens anakronismer och skrev; "För Lanthimos och hans manusförfattare... är historiska rekonstruktioner en lek och att låtsas om det motsatta – för att ge näring av illusionen att vi kan känna till en annan epok lika intimt som vi gör om vår egen – är ren dårskap". J. R. Kinnard skrev följande för Popmatters:
| ” | Historien visar att under en kort tid i början av 1700-talet så styrdes England av drottning Anna, vars fysiska sjukdomar var lika allvarliga som hennes psykologiska egenheter. Hon fick råd av sin livslånga vän och kanske älskarinna, Lady Sarah Churchill... Slutligen fanns det en kammarjungfru vid namn Abigail Masham... som infiltrerade kungahusets högsta nivåer och, kanske, drottning Annas säng. Resten lämnas åt den smutsiga fantasin hos en av världens mest fascinerande filmskapare. | „ |

Drottning Anna stod nära sin danske make, prins George, hertigen av Cumberland (som dog i oktober 1708). Georg är inte porträtterad i filmen, men han levde under större delen av den tid som filmen skildrar. Annas hälsoproblem var allvarliga till den grad att hon inte skulle ha haft någon större sexlust. Vissa kapitel i filmen är påhittade, till exempel Mashams försök att förgifta hertiginnan av Marlborough. Det stämmer att Anna förlorade flera barn, men hon ägde inga kaniner, som vid den tiden betraktades som mat eller som skadedjur.

## Uppföljare
Emma Stone har visat intresse för en potentiell uppföljare som skulle skildra filmens manliga karaktärer och deras politiska karriärer. Enligt Hollywood Reporter tillade Stone att "om det fanns en uppföljare hoppades hon att det skulle följa Nicholas Hoults karaktär Robert Harley. 'Förhoppningsvis skulle det vara Harleys [Nicholas Hoults pompösa parlamentariker] historia,' sade hon, 'jag skulle gärna vilja se hur Harley går vidare därifrån.'"